# David Yarrow
David Yarrow (* 8. Februar 1966 in  Glasgow) ist ein britischer Geschäftsmann und Kunstfotograf. Seine Werke sind in den führenden Galerien Europas ausgestellt.

## Stil und Kontroverse
Yarrow spezialisierte sich auf Fotografien von Tieren und Landschaften mit ikonischen Wirkung. Seine Großdrucke sind in monochrom gehalten.
Als Fotograf nutzt Yarrow für seine „Wildlife-Bilder“ teilweise gezähmte Großkatzen (Geparden, Löwen u. a.). Er argumentiert, dass der Eindruck einer Manipulation davon abhänge, ob der Betrachter seine Bilder als Tierfotografie oder eher als Kunst wahrnehme. Er mache keine Fotos, er produziere sie.
Seine Arbeitsweise ist bei Naturschützern und Fotografen umstritten. Yarrow sei „wohl die am meisten verachtete Person“ in der Naturschutzfotografie, denn er verkörpere alles, „was Naturschutz nicht ist“, schrieb Jamie Joseph von der NGO Saving The Wild, 2020. Es scheine nichts zu geben, was Yarrow nicht nutze, um ein gutes Bild zu bekommen: domestizierte Wölfe, Bären und Tiger, für ihren schlechten Umgang mit Tieren bekannte Wildreservate; Köder und Bejagung in freier Wildbahn.
Yarrow ist einer der wenigen geschäftlich sehr erfolgreichen Wildlife-Photographen. Seine Bilder von Elefanten und Löwen werden zwischen 14.000 und 83.000 US$ verkauft. Sein Bild Wolf of Mainstreet wurde für über 100.000 USD verkauft.

## Leben
David Yarrow fotografierte als junger Mann Sportevents und wurde mit 20 Jahren Young Scottish Photographer of the Year. Er studierte an der Edinburgh University Betriebswirtschaft und strebte eine Karriere im Finanzbusiness an. 8 Jahre arbeitete er als Börsenmakler für britische Unternehmen in London und New York City. 1995 gründete er einen eigenen Hedgefonds Clareville Capital in London.
Parallel fotografierte Yarrow. 2013 gründete er mit einer Freundin die David Yarrow Photography Ltd, um seine Bilder auszustellen und zu vermarkten. Einen Teil der Einnahmen aus seinen Druckverkäufen spendet Yarrow NGOs. Bis 2020 unterstützte er Gesundheits- und Naturschutz NGOs mit 2,2 Millionen Britischen Pfund.
David Yarrow wird als „Nikon-Ambassador“ von dem Kamerahersteller gesponsert.

## Veröffentlichungen
- Nowhere (Clearview, 2007)
- Encounter (Clearview, 2013)
- Wild Encounters (Rizzoli, 2016)
- David Yarrow (Rizzoli, 2019)